# Ensaio sobre a Cegueira (filme)
Ensaio sobre a Cegueira (Blindness, em inglês) é um filme nipo-canado-britano-ítalo-brasileiro de 2008, dos gêneros drama, suspense e ficção científica, dirigido por Fernando Meirelles, com roteiro de Don McKellar baseado no aclamado romance homônimo do escritor português José Saramago, vencedor do Prémio Nobel.
O filme foi rodado em Toronto, no Canadá, em São Paulo e Osasco, no Brasil, e em Montevidéu no Uruguai. Baseado no livro de 1995 de José Saramago, uma epidemia de cegueira prolifera-se por uma cidade moderna, resultando no colapso da sociedade.

## Sinopse
Numa cidade grande, o trânsito é subitamente atrapalhado quando um motorista de origem japonesa, não consegue dirigir e diz ter ficado cego. Ele é ajudado a chegar em casa por um homem, que acaba por roubar seu carro. No dia seguinte ele e a mulher vão consultar um oftalmologista, que não descobre nada de errado com os olhos do primeiro cego. Esse diz ainda que uma "luz branca" impede a sua visão. Pouco tempo depois, todas as pessoas que tiveram contato com o primeiro cego — sua esposa, o ladrão, o médico e os pacientes da sala de espera do consultório — também ficam cegas. O governo trata a doença como uma epidemia e imediatamente coloca de quarentena os doentes, em uma instalação vigiada o tempo todo por soldados armados. A mulher do oftalmologista é a única que não é afetada, mas finge estar com a doença para acompanhar o marido em seu confinamento.

## Elenco
- Julianne Moore - Mulher do médico
- Mark Ruffalo - Médico
- Danny Glover - Homem do tapa-olho
- Gael García Bernal - Rei da ala/Camarata 3
- Maury Chaykin - Contador
- Alice Braga - Mulher de óculos escuros
- Don McKellar - Ladrão
- Sandra Oh - Ministra da Saúde
- Yusuke Iseya - Primeiro homem cego
- Yoshino Kimura - Mulher do primeiro homem cego
- Mitchell Nye - Menino
- Susan Coyne - Recepcionista
- Martha Burns - Mulher com insônia

## Reação de Saramago
O autor do livro que deu origem ao filme, o português José Saramago, assistiu ao filme ao lado do diretor Fernando Meirelles. Quando o filme terminou e as luzes foram acesas, Saramago, emocionado, disse a Meirelles: "Fernando, estou tão feliz por ter visto esse filme... feliz como estava quando acabei de escrever o livro".